# Liste öffentlicher Kneipp-Anlagen im Ostalbkreis
In der Liste öffentlicher Kneipp-Anlagen im Ostalbkreis sind öffentliche Kneipp-Anlagen für Orte, die zum Ostalbkreis in Baden-Württemberg gehören, aufgeführt. Sie ist primär nach Orten sortiert, unabhängig davon, ob es sich um Ortsteile, Gemeinden oder Städte handelt. Kneipp-Anlagen können laut Kneipp-Bund in Form von Wassertretanlagen oder Armbecken vorliegen und unterliegen grundsätzlich nicht der Trinkwasserverordnung. Kneipp-Anlagen werden häufig künstlich angelegt. Daneben gibt es in den natürlichen Verlauf von Fließgewässern eingebettete Wassertretstellen. Kneippen ist eine Behandlungsmethode der Hydrotherapie, die auf der Grundlage von Sebastian Kneipp angewendet wird. Hierbei wird in kaltem Wasser auf der Stelle geschritten. In Armbecken werden die Arme bis zur Mitte der Oberarme ins kalte Wasser getaucht. Die Liste erhebt keinen Anspruch auf Vollständigkeit.

## Kneipp-Anlagen im Ostalbkreis
Derzeit sind im Ostalbkreis zwölf öffentliche Kneipp-Anlagen erfasst (Stand: 8. Juni 2021):
| Bild             | Ort                  | Beschreibung | ↴ Zufluss / ↳ Abfluss        | Standort                        |
| ---------------- | -------------------- | --- | ---------------------------- | ------------------------------- |
|                  | Böbingen an der Rems | Kneipp-Anlage Böbingen an der Rems | ↴↳ Klotzbach                 | ⊙ Bachstraße                    |
|                  | Ellwangen (Jagst)    | Kneipp-Anlage Ellwangen am Wellenbad mit Wassertretbecken, Kindertretbecken, Armbad, Barfußpfad, Kräuterbeet, Waldliege und Sitzgruppe                           |                              |                                 |
|                  | Eschach              | Kneipp-Anlage Eschach |                              | ⊙ Alte Steige                   |
|                  | Hofen                | Kneipp-Anlage Aalen-Hofen |                              | ⊙ Haldenweg                     |
|                  | Lauterburg           | Kneipp-Anlage Essingen-Lauterburg |                              | ⊙ Salamanderweg                 |
|                  | Neresheim            | Kneipp-Anlage Neresheim |                              | ⊙ Stadtgraben                   |
|                  | Niederalfingen       | Kneipp-Anlage Hüttlingen-Niederalfingen | ↴↳ Schlierbach               | ⊙ Schlierbachstraße             |
| (weitere Bilder) | Oberkochen           | Wassertretanlage bei der Karstquelle Langertbrunnen an der Talmündung des Langerttals ins Wolfertstal nahe dem nördlichen Ortsrand und der Kehre der Heidestraße | ↴ Langertbrunnen ↳ Gutenbach | ⊙ Heidestraße                   |
|                  | Rechberg-Bärenhöfle  | Kneipp-Anlage Schwäbisch Gmünd-Rechberg beim Bärenhöfle |                              | ⊙ Bärenhöfle                    |
|                  | Rosenberg            | Wassertretbecken hinter dem Parkplatz Orrotsee. | ↴↳ Orrot                     | ⊙ Holzmühle, Parkplatz Orrotsee |
|                  | Schwäbisch Gmünd     | Kneipp-Anlage Schwäbisch Gmünd | ↴↳ Rems                      | ⊙ Hauberweg                     |
|                  | Unterkochen          | Kneipp-Anlage am Weißen Kocher bei Unterkochen | ↴↳ Weißer Kocher             | ⊙ Pulvermühle                   |